# U-480
U-480 – niemiecki okręt podwodny typu VIIC z okresu II wojny światowej. U-Boot wszedł do służby w 1943 roku, odbył trzy patrole bojowe. Podczas drugiego z nich zatopił dwa okręty o łącznej wyporności 1775 t i dwa statki o łącznej pojemności 12 846 BRT. Jedynym dowódcą był Oblt. Hans-Joachim Förster.

## Budowa i konstrukcja
Jednostki typu VII były podstawowymi niemieckimi okrętami podwodnymi używanymi podczas II wojny światowej. Zbudowano około 700 takich okrętów, wśród nich najliczniej reprezentowany był ulepszony podtyp VII C (568 jednostek). Część z nich (w tym U-480) wyposażona była w chrapy, umożliwiające poruszanie się pod wodą z wykorzystaniem silników wysokoprężnych. 
Zamówienie na budowę U-480 złożono w stoczni Deutsche Werke w Kilonii 10 kwietnia 1941 roku (numer stoczniowy 311). Położenie stępki miało miejsce 8 grudnia 1942 roku, zaś wodowanie – 14 sierpnia 1943 roku . U-480 był jednym z niewielu U-Bootów pokrytych gumową powłoką Alberich częściowo rozpraszającą wiązkę sonaru aktywnego. W związku z tym wykorzystano go do testów porównawczych z U-247 i U-999 prowadzonych na wodach norweskich pod koniec maja 1944 roku. 

## Historia operacyjna
6 października 1943 okręt został włączony do 5. Flotylli U-Bootów w Kilonii celem przeprowadzenia standardowego szkolenia na Bałtyku. Od czerwca 1944 roku służył w 9. (Brest), a od połowy października 1944 rok w 11. Flotylli (Bergen) jako jednostka bojowa.
Na początku czerwca 1944 roku U-Boot opuścił Norwegię, by wraz z innymi jednostkami wzmocnić siły Kriegsmarine skierowane przeciwko alianckiemu lądowaniu w Europie (operacja Overlord). 13 czerwca załoga U-480 zestrzeliła łódź latającą Canso z kanadyjskiego 162. Dywizjonu. Po odwołaniu rozkazu udania się do Zatoki Sekwany, 7 lipca okręt zawinął do Brestu.
Kolejny patrol bojowy U-480 rozpoczął się w Breście 3 sierpnia 1944 i miał na celu zwalczanie nieprzyjacielskiej żeglugi w kanale La Manche. W przeciągu kilku dni ofiarami U-Boota padły: korweta typu Flower HMCS „Alberni” (925 t) zatopiona z 59 członkami załogi, trałowiec typu Algerine HMS „Loyalty” (850 t) oraz dwa brytyjskie frachtowce: „Fort Yale” (7.134 BRT; uszkodzony uprzednio na minie) i „Orminster” (5.712 BRT) – maruder z konwoju FTM-74. Ponad dwumiesięczny patrol został zakończony 4 października w Trondheim (Norwegia).
18 października 1944 roku w uznaniu osiągnięć Förster został odznaczony Krzyżem Rycerskim.
U-480 zaginął wraz z całą, 48-osobową załogą podczas kolejnego rejsu bojowego na wodach kanału La Manche, rozpoczętego na początku stycznia 1945 roku w Trondheim. W 1992 roku na południe od wyspy Wight na głębokości 58 m odnaleziono wrak U-Boota; cztery lata później archeolog podwodny Innes McCartney m.in. dzięki stwierdzeniu obecności powłoki Alberich zidentyfikował wrak jako U-480. Okręt zatonął pomiędzy 29 stycznia a (przypuszczalnie) 20 lutego 1945 roku na podwodnym polu minowym Brazier D2. Wcześniej zatopienie okrętu przypisywano fregatom HMS „Duckworth” i „Rowley”, które 24 lutego 1945 roku koło wysp Scilly za pomocą bomb głębinowych atakowały nierozpoznanego U-Boota. Współcześnie uważa się, że zatopiły one wówczas U-1208.